# Ministère des Affaires étrangères (Corée du Sud)
Pour les articles homonymes, voir Ministère des Affaires étrangères.
Le ministère des Affaires étrangères (en coréen : 외교부, Oegyobu), (dénommé entre 1998 et 2013 ministère des Affaires étrangères et du Commerce extérieur (en coréen : 외교통상부), est le ministère du gouvernement sud coréen chargé de la définition, de la gestion et de la mise en œuvre de la diplomatie du pays, il a été créé le 17 juillet 1948.

## Historique
Le ministère des Affaires étrangères est créé le 17 juillet 1948, peu de temps avant la déclaration officielle d'indépendance vis-à-vis du Japon de la république de Corée. Son siège était établi dans le district de Doryeom-dong avant d'être déplacé dans celui de Jongno-gu et que ses compétences soient élargies au commerce extérieur (MOFAT, 외교 통상부). En 2013, les questions commerciales sont attribuées au ministère de l'Économie, rebaptisé en ministère du Commerce, de l'Industrie et de l'Énergie.

### Liste des ministres des Affaires étrangères

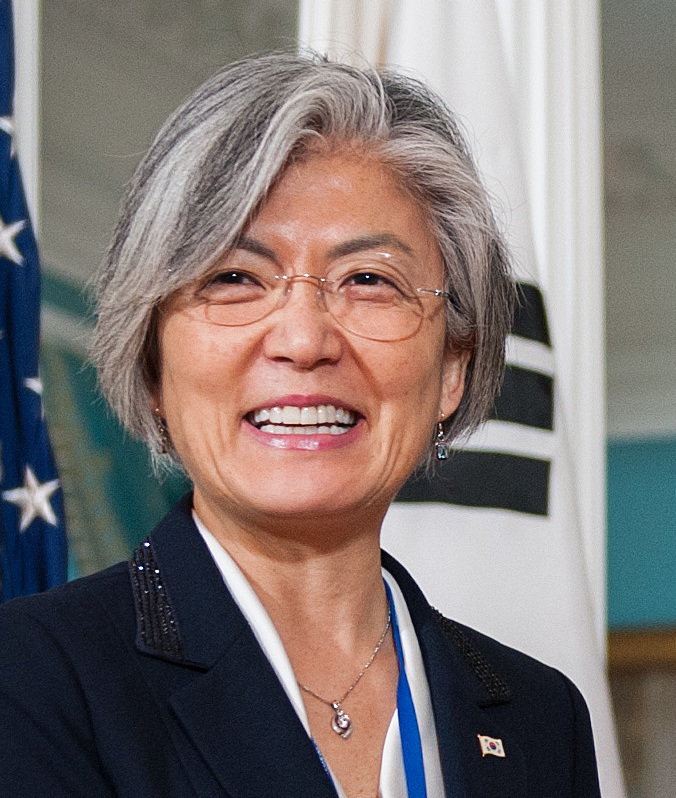
Kang Kyung-wha, ministre des Affaires étrangères de 2017 à 2021, la première femme à occuper ce poste en Corée du Sud.

| République           | République           | Rang | Nom                      | Mandat                                |
| -------------------- | -------------------- | ---- | ------------------------ | ------------------------------------- |
| Première République  | Première République  | 1    | Jang Taek-sang (장택상)  | 15 août 1948 - 24 décembre 1948       |
| Première République  | Première République  | 2    | Yim Byeong-sik (임병직)  | 25 décembre 1948 - 15 avril 1951      |
| Première République  | Première République  | 3    | Byeon Yeong-tae (변영태) | 16 avril 1951 - 28 juillet 1955       |
| Première République  | Première République  | 4    | Jo Jeong-hwan (조정환)   | 29 juillet 1955 - 21 décembre 1959    |
| Première République  | Première République  | —    | Choe Gyu-ha (최규하)     | 22 décembre 1959 - 24 avril 1960      |
| Seconde République   | Seconde République   | 5    | Heo Jeong (허정)         | 25 avril 1960 - 19 avril 1960         |
| Seconde République   | Seconde République   | 6    | Jeong Il-hyeong (정일형) | 23 août 1960 - 20 mai 1961            |
| Troisième République | Troisième République | 7    | Kim Hong-il (김홍일)     | 21 mai 1961 - 21 juillet 1961         |
| Troisième République | Troisième République | 8    | Song Yo-chan (송요찬)    | 22 juillet 1961 - 10 octobre 1961     |
| Troisième République | Troisième République | 9    | Choe Deok-sin (최덕신)   | 11 octobre 1961 - 15 mars 1963        |
| Troisième République | Troisième République | 10   | Kim Yong-sik (김용식)    | 16 mars 1963 - 16 décembre 1963       |
| Troisième République | Troisième République | 11   | Jeong Il-gwon (정일권)   | 17 décembre 1963 - 24 juillet 1964    |
| Troisième République | Troisième République | 12   | Lee Dong-Won (이동원)    | 25 juillet 1964 - 30 décembre 1966    |
| Troisième République | Troisième République | 13   | Jeong Il-gwon (정일권)   | 31 décembre 1966 - 29 juin 1967       |
| Troisième République | Troisième République | 14   | Choe Gyu-ha (최규하)     | 30 juin 1967 - 3 juin 1971            |
| Troisième République | Troisième République | 15   | Kim Yong-sik (김용식)    | 4 juin 1971 - 2 décembre 1973         |
| Quatrième République | Quatrième République | 16   | Kim Dong-jo (김동조)     | 3 décembre 1973 - 18 décembre 1975    |
| Quatrième République | Quatrième République | 17   | Bak Dong-jin (박동진)    | 19 décembre 1975 - 1er septembre 1980 |
| Cinquième République | Cinquième République | 18   | Noh Sin-yeong (노신영)   | 2 septembre 1980 - 1er juin 1982      |
| Cinquième République | Cinquième République | 19   | Lee Beom-seok (이범석)   | 2 juin 1982 - 9 octobre 1983          |
| Cinquième République | Cinquième République | 20   | Lee Won-gyeong (이원경)  | 15 octobre 1983 - 26 août 1986        |
| Cinquième République | Cinquième République | 21   | Choe Gwang-su (최광수)   | 26 août 1986 - 5 décembre 1988        |
| Sixième République   | Roh TW               | 22   | Choe Ho-jung (최호중)    | 5 décembre 1988 - 27 décembre 1990    |
| Sixième République   | Roh TW               | 23   | Lee Sang-ok (이상옥)     | 27 décembre 1990 - 26 février 1993    |
| Sixième République   | Kim YS               | 24   | Han Seung-ju (한승주)    | 26 février 1993 - 24 décembre 1994    |
| Sixième République   | Kim YS               | 25   | Gong Ro-myeong (공로명)  | 24 décembre 1994 - 7 novembre 1996    |
| Sixième République   | Kim YS               | 26   | Yu Jong-ha (유종하)      | 7 novembre 1996 - 3 mars 1998         |
| Sixième République   | Kim DJ               | 27   | Park Jeong-su (박정수)   | 3 mars 1998 - 4 août 1998             |
| Sixième République   | Kim DJ               | 28   | Hong Soon-young (홍순영) | 4 août 1998 - 14 janvier 2000         |
| Sixième République   | Kim DJ               | 29   | Lee Jeong-bin (이정빈)   | 14 janvier 2000 - 26 mars 2001        |
| Sixième République   | Kim DJ               | 30   | Han Seung-su (한승수)    | 26 mars 2001 - 4 février 2002         |
| Sixième République   | Kim DJ               | 31   | Choe Seong-hong (최성홍) | 4 février 2002 - 27 février 2003      |
| Sixième République   | Roh MH               | 32   | Yoon Young-kwan (윤영관) | 27 février 2003 - 17 janvier 2004     |
| Sixième République   | Roh MH               | 33   | Ban Ki-moon (반기문)     | 17 janvier 2004 - 10 novembre 2006    |
| Sixième République   | Roh MH               | 34   | Song Min-soon (송민순)   | 10 novembre 2006 - 29 février 2008    |
| Sixième République   | Lee MB               | 35   | Yu Myung-hwan (유명환)   | 29 février 2008 - 4 septembre 2010    |
| Sixième République   | Lee MB               | 36   | Kim Sung-hwan (김성환)   | 8 octobre 2010 - 24 mars 2013         |
| Sixième République   | Park GH              | 37   | Yun Byung-se (윤병세)    | 25 mars 2013 - 18 juin 2017           |
| Sixième République   | Moon JI              | 38   | Kang Kyung-wha (강경화)  | 18 juin 2017 - 8 février 2021         |
| Sixième République   | Moon JI              | 39   | Chung Eui-yong (鄭義溶)  | 9 février 2021 - 12 mai 2022          |
| Sixième République   | Yoon SY              | 40   | Park Jin (박진)          | 12 mai 2022 - 10 janvier 2024         |
| Sixième République   | Yoon SY              | 41   | Cho Tae-yul (조태열)     | depuis le 10 janvier 2024             |

## Missions
Dans le dernier livre blanc de la politique étrangère menée par le gouvernement de la république de Corée et paru en 2015, celui-ci identifie les éléments principaux de la diplomatie sud-coréenne, parmi ceux-ci :
- La péninsule coréenne et les relations avec la Corée du Nord.
- Les relations avec ses voisins proches : Japon et Chine.
- Les relations avec son proche allié : les États-Unis.
- Les relations avec les pays tiers et notamment les pays du BRICS et ceux de l'ASEAN.
- Les organisations internationales et notamment l'ONU et l'OCDE.
- Les traités internationaux, le droit international, les droits de l'homme, le désarmement, la sécurité internationale, etc.
- L'aide au développement, la croissance verte, le changement climatique ou encore l'industrie, l'énergie, la culture, etc.